# Amore & Vita-McDonald’s/Saison 2008
Aufstellung der Mannschaft und der Siege des Teams Amore & Vita-McDonald's in der Saison 2008.

## Siege
| Datum       | Rennen                                    | Kat. | Fahrer               |
| ----------- | ----------------------------------------- | ---- | -------------------- |
| 3. Juni     | Lancaster Classic                         | 1.1  | Jurij Metluschenko   |
| 11. Juni    | 2. Etappe Tour de Beauce                  | 2.2  | Jurij Metluschenko   |
| 12. Juni    | 3. Etappe Tour de Beauce                  | 2.2  | Miguel Martinez      |
| 2. November | Eritreische Meisterschaft – Straßenrennen | NC   | Daniel Teklehaymanot |

## Zugänge – Abgänge
| Zugänge                           | Team 2007                     | Abgänge                    | Team 2008                       |
| --------------------------------- | ----------------------------- | -------------------------- | ------------------------------- |
| Phil Cortes                       | Calyon-Litespeed              | Dainius Kairelis           | Ceramica Flaminia               |
| Søren Nissen                      | Continental Team Differdange  | Ruslan Ivanov              | Serramenti PVC Diquigiovanni    |
| Jurij Metluschenko                | MapaMap-BantProfi             | Artur Król                 | Centri della Calzatura-Partizan |
| Michail Timoschin                 | MapaMap-BantProfi             | Iwan Kowaljow              | Katyusha                        |
| Łukasz Kacorzyk                   | Miche                         | Christofer Stevenson       | Team GLS-Pakke Shop             |
| Marek Stefanik                    | Miche                         | Łukasz Goralewski          | Unbekannt                       |
| Fabio Gilioli                     | Universal Caffè-Ecopetrol     | Timothy Jones              | Unbekannt                       |
| Valentino Fois                    | Mercatone Uno (2002)          | Romas Sinicinas            | Unbekannt                       |
| Miguel Martinez                   | Phonak Hearing Systems (2003) | Marius Stoica              | Unbekannt                       |
| Shaun Davel                       | Neoprofi                      | Ivan Quaranta (bis 15.08.) | Unbekannt                       |
| Ervin Haxhi                       | Neoprofi                      |                            |                                 |
| Konstantin Volik                  | Neoprofi                      |                            |                                 |
| Ruslan Hryschtschenko (ab 20.07.) | MapaMap-BantProfi             |                            |                                 |
| Wladislaw Borissow (ab 15.08.)    | CK Windoor’s Příbram          |                            |                                 |

## Mannschaft
| Name                  | Geburtstag           | Nationalität |
| --------------------- | -------------------- | ------------ |
| Alexei Bauer          | 25. Mai 1986         | Russland     |
| Wladislaw Borissow    | 5. September 1978    | Russland     |
| Slawomyr Bury         | 15. Juli 1985        | Polen        |
| Phil Cortes           | 21. April 1982       | Kanada       |
| Shaun Davel           | 25. Juli 1985        | Südafrika    |
| Valentino Fois *      | 23. September 1973   | Italien      |
| Graziano Gasparre     | 27. Juni 1978        | Italien      |
| Fabio Gilioli         | 2. Dezember 1979     | Italien      |
| Ruslan Hryschtschenko | 4. Februar 1981      | Ukraine      |
| Ervin Haxhi           | 9. Juli 1988         | Albanien     |
| Łukasz Kacorzyk       | 16. Juli 1981        | Polen        |
| Seweryn Kohut         | 22. April 1976       | Polen        |
| Sławomir Kohut        | 18. September 1977   | Polen        |
| Miguel Martinez       | 17. Januar 1976      | Frankreich   |
| Jurij Metluschenko    | 4. Januar 1976       | Ukraine      |
| Søren Nissen          | 14. Dezember 1984    | Dänemark     |
| Marek Stefanik        | 14. Juli 1977        | Polen        |
| Michael Stevenson     | 10. Juli 1984        | Schweden     |
| Michail Timoschin     | 20. November 1980    | Russland     |
| Konstantin Volik      | 18. Mai 1984         | Usbekistan   |
| Stagiaires            | Stagiaires           | Nationalität |
| Daniel Teklehaymanot  | Daniel Teklehaymanot | Eritrea      |

* Valentino Fois verstarb am 28. März 2008.